# Мајкл Кларк Данкан
Мајкл Кларк Данкан (енгл. Michael Clarke Duncan; Чикаго, 10. децембар 1957 — Лос Анђелес, 3. септембар 2012) био је амерички глумац. Прославио се по улози Џона Кофија (John Coffey) у америчком филму Зелена миља (The Green Mile). Захваљујући свом великом успеху у овом филму, номинован је за Оскара и Златни глобус у категоријама Оскар за најбољег споредног глумца и Златни глобус за најбољег споредног глумца у играном филму. У филму главну улогу тумачи оскаровац и један од најтраженијих глумаца у Холивуду, Том Хенкс.

## Детињство и младост
Рођен је у Чикагу, у држави Илиноис. Одрастао је уз своју сестру Џуди (Judy). Њих двоје је издржавала њихова мајка Џин (Jean Duncan), кућна помоћница. Џин је постала самохрана мајка након што ју је муж, отац њене деце, оставио. Одувек је желео да глуми, али напушта факултет како би издржавао породицу након што му се мајка разболела.
Био је висок 196 cm и тежак 142 kg. До своје тридесете године је радио као телохранитељ, а од тада почиње да се бави глумом.

## Смрт
13. јула 2012. године доживео је срчани удар од ког није успео да се опорави. Преминуо је трећег септембра 2012. године.

## Филмографија
| Улоге Мајкл Кларк Данкан |                           |               |                                         |          |
| Година                   | Српски назив              | Изворни назив | Улога                                   | Напомена |
| 1998.                    | Армагедон                 |               | Jayotis 'Bear' Kurleenbear              |          |
| 1999.                    | Зелена миља               |               | Џон Кофи                                |          |
| 2000.                    | Убица меког срца          |               |                                         |          |
| 2001.                    | Планета мајмуна           |               | Атар                                    |          |
| 2002.                    | Краљ Шкорпион             |               | Балтазар                                |          |
| 2003.                    | Дердевил                  |               | Вилсон Фиск / Кингпин                   |          |
| 2004.                    | Џорџ и змај               |               | Тарик                                   |          |
| 2005.                    | Град греха                |               | Манут                                   |          |
| 2005.                    | Острво                    |               | Старкведер Два Делта / Џамал Старкведер |          |
| 2006.                    | Рики Боби: Легенда брзине |               | Лушус Вошингтон                         |          |
| 2008.                    | Кунг фу панда             |               | Командир Вахир (управник затвора)       | глас     |
| 2008.                    | Два и по мушкарца         |               |                                         |          |
| 2011.                    | Зелени Фењер              |               | глас Киловога                           |          |